# François Guénet
Pour les articles homonymes, voir Guénet.
François Guenet (né le 26 mai 1955  à Neuilly sur Seine) est un photographe et photojournaliste franco-britannique, dont le travail, depuis une quarantaine d’années se caractérise par le regard qu'il porte vers l'autre et l'ailleurs. .

## Biographie
Au début des années 1970, durant ses études à Londres, François Guénet pousse la porte du studio du photographe Sam Haskins (en). Sur les conseils de ce dernier, il se dirige vers le Royal College of Art où il découvre la « concerned photography », qui le passionne. 
De retour en France, il entreprend des études d'ethnologie au département d'anthropologie de l'université Paris-Nanterre qu'il abandonne en 1976 pour rejoindre Beyrouth où la bataille des grands hôtels — opposant les milices chrétiennes aux groupes palestiniens et islamo-progressistes — fait rage. Il en rapporte les premières images publiées par Paris Match.
De 1977 à 1978, il suit pendant quatorze mois la « route des Indes » menant de Paris à Katmandou pour y étudier les Tharus du Teraï au Népal. 
Par la suite, il parcourt le monde pour saisir l'humain dans son environnement. Ses essais photographiques lui ouvrent les portes de la presse magazine. Délaissant un temps l'anthropologie, il fonde avec les photo-reporters Jean-Luc Manaud, Olivier Thomas, Christian Poveda l'agence de presse photographique Atelier Presse Illustration (1979-1981) puis rejoint le staff des photographes du Figaro Magazine de 1981 à 1994. En parallèle, de 1988 à 1990 il fonde l'agence Odyssey avec les photographes Jean-Luc Manaud, Yves Gellie, Alain Keler, Serge Sibert et Pascal Maitre. Il devient  membre de l'agence Rapho en 2004.  
Depuis 2010, François Guénet est membre du collectif Divergence-Images qui diffuse son travail. 
François Guénet a fait partie de la centaine de journalistes maltraités et attaqués en France par les forces de l'ordre lors des manifestations du Mouvement des Gilets jaunes. Le 24 novembre 2018, plusieurs policiers l'ont agressé et ont détruit tous ses appareils photo.
François Guénet est membre du Club des explorateurs, hébergé par la Société de géographie avec qui elle partage ses activités, et de l'Association des journalistes de la Défense (AJD).

## Quelques travaux
- Série de portraits exclusifs de chefs d'État pour Le Figaro Magazine : Ronald Reagan, Margaret Thatcher, Saddam Hussein, le roi Fahd d'Arabie saoudite, l'impératrice Zita d'Autriche-Hongrie[6], Helmut Kohl, Habib Bourguiba[7], Tenzin Gyatso (le 14e dalaï-lama), Rajiv Gandhi, le général Zia-ul-Haq, etc.
- Le Secret des femmes girafes : en 1984, François Guénet s'enfonce clandestinement dans la jungle du Nord-Est de la Birmanie avec la guérilla karenni pour rapporter les premières images des femmes girafes padaung depuis 1947.  Il en a conduit certaines en Thaïlande pour radiographier leur cou sous contrôle médical après avoir enlevé leur collier. Il a ensuite effectué en Afrique du Sud un reportage photographique identique sur les femmes girafes ndébélé[8].
- Dans une même démarche ethnologique, François Guénet a vécu à plusieurs reprises avec les peuples papous de Nouvelle-Guinée occidentale et de Nouvelle-Guinée d'où il a ramené des photos publiées dans plus d'une dizaine de magazines[9] et a exposé et documenté les photos de ses voyages pour le musée d'anthropologie Wereldmuseum de Rotterdam.
- Ses photos sur l'Égypte interdite publiées sur plus de 40 pages dans Sciences et Avenir et dans de très nombreux magazines étrangers référencent l'iconographie de sites archéologiques dont l'accès est interdit aux Occidentaux[10]
- En Amérique latine, après avoir accompagné des pilleurs de tombes précolombiennes en Colombie, il participe en 2000 à l'expédition du musée du Pará Emílio-Goeldi qui a découvert un site funéraire Maracà dans les basses terres amazoniennes du Brésil.
- Il suit le rapatriement des ossements indiens Haida depuis le musée d'anthropologie de Vancouver au Canada jusqu'aux îles de la Reine-Charlotte pour photographier les cérémonies liées au retour des ancêtres.

## Prix
- 1995 : grand prix Marc Flament du ministère de la Défense pour son travail sur la Marine nationale.

## Expositions
- 1990 : Le Mythe du Dragon, musée d'anthropologie Wereldmuseum, Rotterdam
- 1995 : Images secrètes d'un initié au Pays Dogon, galerie Carlhian
- 1996 : Bijoux du Monde, reflets d’éternité, musée de Saint-Antoine-l'Abbaye, Isère
- 2004 : Power of Papua, musée d'anthropologie Wereldmuseum, Rotterdam
- 2015 : Danses du Monde, Centre français du Patrimoine culturel immatériel

## Livres
- 1984 : Chicago, City of Many Dreams, Cressent books, New York •  (ISBN 0-51741-487-2)
- 1999 : Majestueuse Birmanie, Éditions Atlas •  (ISBN 978-2-73122-147-3)
- 2001 : Les Matins du Monde, Éditions des Syrtes •  (ISBN 978-2-84545-040-0)
- 2003 : Charles de Gaulle, Mission de Guerre, SPE Barthelemy Editions •  (ISBN 978-2-91283-823-0)
- 2004 : Cathédrale, Livre de Pierre Presses de la Renaissance •  (ISBN 978-2-85616-913-1)
- 2005 : 365 Méditations du Dalai Lama, Presses de la Renaissance •  (ISBN 978-2-7509-0134-9)
- 2006 : Fêtes et célébrations religieuses d'antan, Presses de la Renaissance •  (ISBN 978-2-75090-352-7)
- 2008 : Agenda marial, Éditions de l'Œuvre •  (ISBN 978-2-35631-021-7)
- 2010 : Le Jugement dernier, Éditions de l'Œuvre •  (ISBN 978-2-35631-075-0)
- 2016 : Tantra, Théologie de l'Amour et de la Liberté, Éditions du Rocher •  (ISBN 978-2-26808-046-8)[11]